# 산타 디아블라
《산타 디아블라》(스페인어: Santa diabla)는 2013년 방영된 미국의 텔레노벨라이다.